# بارانويا (مسلسل)
بارانويا مسلسل لبناني درامي يتكون المسلسل من 15 حلقة كل حلقة 40 دقيقة والمسلسل من إخراج وتأليف أسامة عبيد الناصر.

## قصة المسلسل
تدور أحداث المسلسل العربي بارانويا حول شخصية وزير، الذي يؤدي دوره النجم قصي خولي، وهو رجل مصاب بالفصام. وتتابع الأحداث حتى تظهر شخصية رواد التي يلتقي بها وزير في زيارة بحثية في علم الإجرام، ومن هذا اللقاء تبدأ الأحداث بين رواد ووزير.
وزير الذي يعتقد أنه تحت رحمة مرضه، مما تسبب في اتهامه بقتل 21 ضحية، وتستمر الوقائع ونرى ما إذا كان الوزير بريئًا وضحية أم هو بالفعل صاحب 21 ضحية.

## ابطال المسلسل
| اسم الممثل      | جنسيته | دوره               |
| --------------- | ------ | ------------------ |
| قصي خولي        | سوريا  | (وزير)             |
| ريتا حايك       | لبنان  | (ميلا)             |
| سعيد سرحان      | لبنان  | (رواد)             |
| جنيد زين الدين  | لبنان  | (نسيم)             |
| سارة أبي كنعان  | لبنان  | (جيدا الأحمر)      |
| ريم نصر الدين   | سوريا  | (ناي)              |
| داليدا خليل     | لبنان  | (مايا)             |
| بيار داغر       | لبنان  | (داغر)             |
| ختام اللحام     | لبنان  | (عمة رواد)         |
| فادي إبراهيم    | لبنان  | (عدنان)            |
| أسعد رشدان      | لبنان  | (مدير البنك)       |
| ناظم عيسى       | لبنان  | (أبو زيوار)        |
| علي سكر         | سوريا  | (سالم)             |
| شربل زيادة      | لبنان  | (غسان ضابط الشرطة) |
| أسامة المصري    | لبنان  | (عواد)             |
| حسن أبو حمدان   | لبنان  |                    |
| محمد ياغي       | لبنان  | (ضابط الشرطة)      |
| يامن شقير       | سوريا  | (علاء)             |
| أسعد حطاب       | لبنان  |                    |
| جورج حران       | لبنان  |                    |
| هادي شتت        | لبنان  |                    |
| ليلى قمري       | لبنان  |                    |
| سهير ناصر الدين | لبنان  |                    |
| محمود كركي      | لبنان  |                    |
| وسام برق        | لبنان  |                    |
| باتريك مبارك    | لبنان  | (جواد مدير الملهى) |
| أسامة حلال      | سوريا  |                    |

## طاقم العمل
| طاقم العمل                   | الجنسية | دوره        |
| ---------------------------- | ------- | ----------- |
| أسامة عبيد الناصر            | سوريا   | (مخرج)      |
| مازن سفر                     | سوريا   | (مخرج منفذ) |
| أسامة عبيد الناصر            | سوريا   | (مؤلف)      |
| صادق الصباح (صادق أنور صباح) | لبنان   | (منتج)      |

## وصلاة خارجية
- مسلسل بارانوياعلى موقع شاهد